# Terrorcore
Terrorcore (o simplemente terror), original de los Países Bajos, es el nombre que se le da a la música de estilos rápidos del hardcore.

## Características
Lo diferencian del speedcore por su tempo un poco más lento, aunque muy rápido, además de la suciedad y samples de películas de terror lo cual son sus características más significativas. Su principal característica es que se distorsionan los leads o hoovers y se usan muchas disonancias. En cuanto a su sonido "brutal" está dado por la distorsión del bombo, difícil de lograr sin que destroce los otros sonidos, por lo que requiere de cierta habilidad. Se pueden encontrar temas de entre 210 y 350 bpm.

## Algunos productores de Terrorcore
Noisekick, DJ Plague, DJ Skinhead, Earfist, Angerkill S.R.B., Bonehead & Prince Ov Darkness, Akira, Screamerclauz, Diabarha, Valencia Terror Corps, Drokz, Da Bitchen' e Imil Dj Kamoo.
- Datos: Q1265050